# Giegel Aa
Die Giegel Aa ist ein linker Nebenfluss der Großen Aa und gehört zum Flusssystem der Ems. Der Gewässerlauf der Giegel Aa entsteht aus der Aufteilung der Hopstener Aa südlich von Hopsten und mündet bei Beesten in die Große Aa. Somit ist sie ein Fluss ohne Quelle.

## Verlauf
Entstanden ist sie 1565 nach dem Bau des Flootwerkes in Hopsten, welcher das Wasser der Hopstener Aa regulieren sollte. Nach 1,8 km Verlauf durch die Hopstener Bauerschaft Börnebrinck verlässt sie Nordrhein-Westfalen und wechselt nach Schapen ins Niedersächsische. Zwischen Schapen und Beesten werden die Bäche Waldwiesengraben, Bahnhofsgraben, Kohlbrandgraben und Schapengraben aufgenommen, ehe die Giegel Aa südlich von Beesten nach 11,8 km in die Große Aa mündet.

## Flootwerk
In Hopsten an der gleichnamigen Straße befand sich bis zum Abriss am 24. Oktober 1962 das Flootwerk. Es war eine Wehranlage, die das Wasser zwischen der Hopstener Aa und der Giegel Aa aufteilte. Da das Wasser, welches über das Wehr hinab zur Giegel Aa strömte, die Wassermühle an der Rheiner Straße umging, wurde die Giegel Aa auch Möllenumflut (Mühlenumflut) genannt.
Das Flootwerk wurde 1565 errichtet und auf einer Karte aus 1616 als Hopster Mollen Omfloed gekennzeichnet. 1747 wurde das Flootwerk aus Steinen neu errichtet. Nach dem Abriss des Flootwerkes 1962 sicherte sich der Hopstener Heimatverein einen Stein mit Inschrift zur Erbauung aus dem Flootwerk.
Der Lauf der Giegel Aa verkürzte sich durch die Verlegung des Abzweiges um mehrere hundert Meter an seine heutige Stelle. Das alte Flussbett wurde zugeschüttet und teilweise bebaut.

## Sonstiges
Die Giegel Aa hat neben der Moosbeeke Einzug in das Wappen der Gemeinde Schapen gefunden. Beide Flüsse bilden zusammen die zwei silbernen Wellenbalken im Wappen.

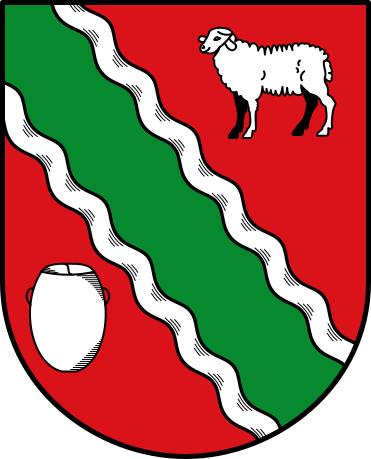
Wappen der Gemeinde Schapen
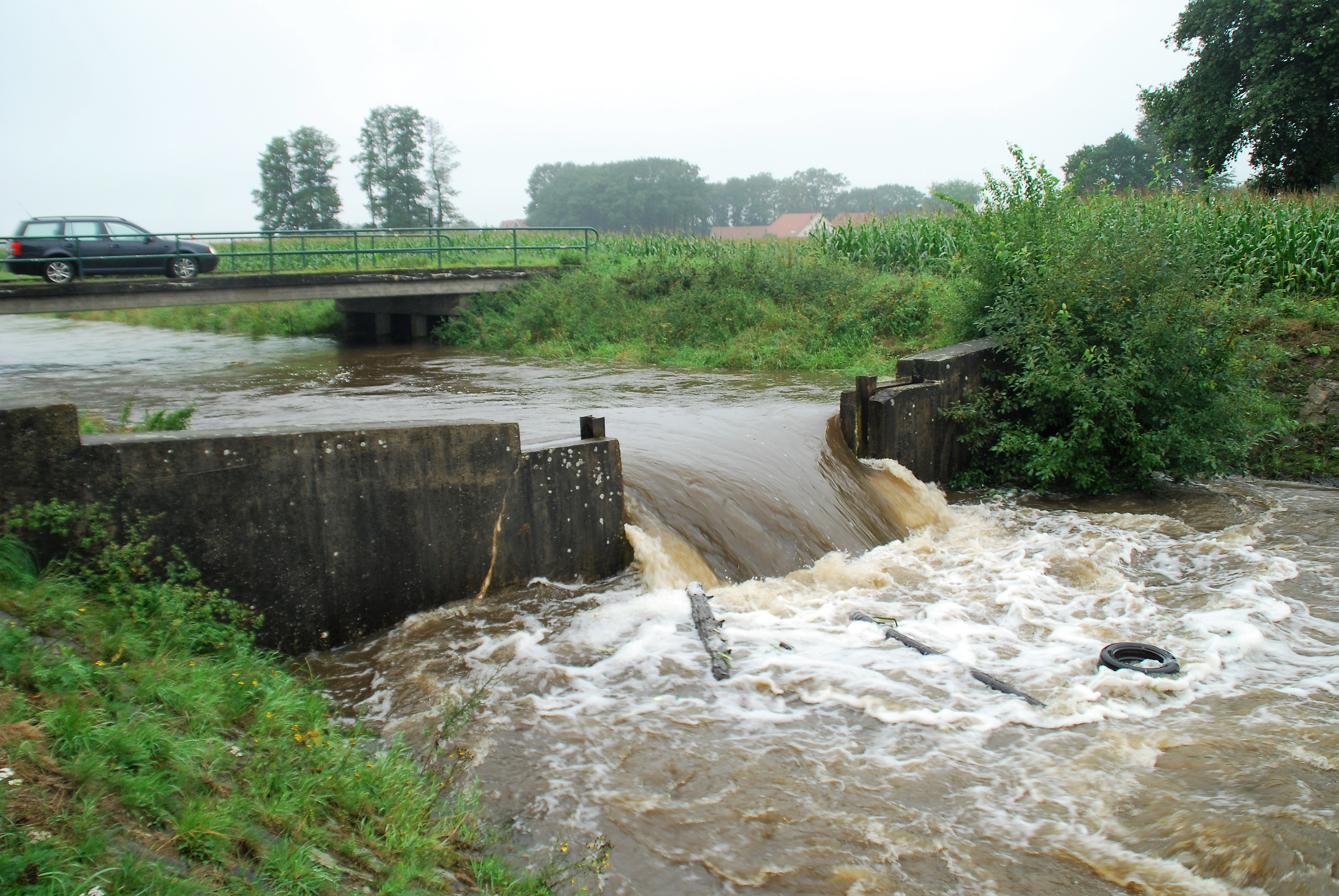
Wehr am Mühlenweg bei extremen Hochwasser im August 2010
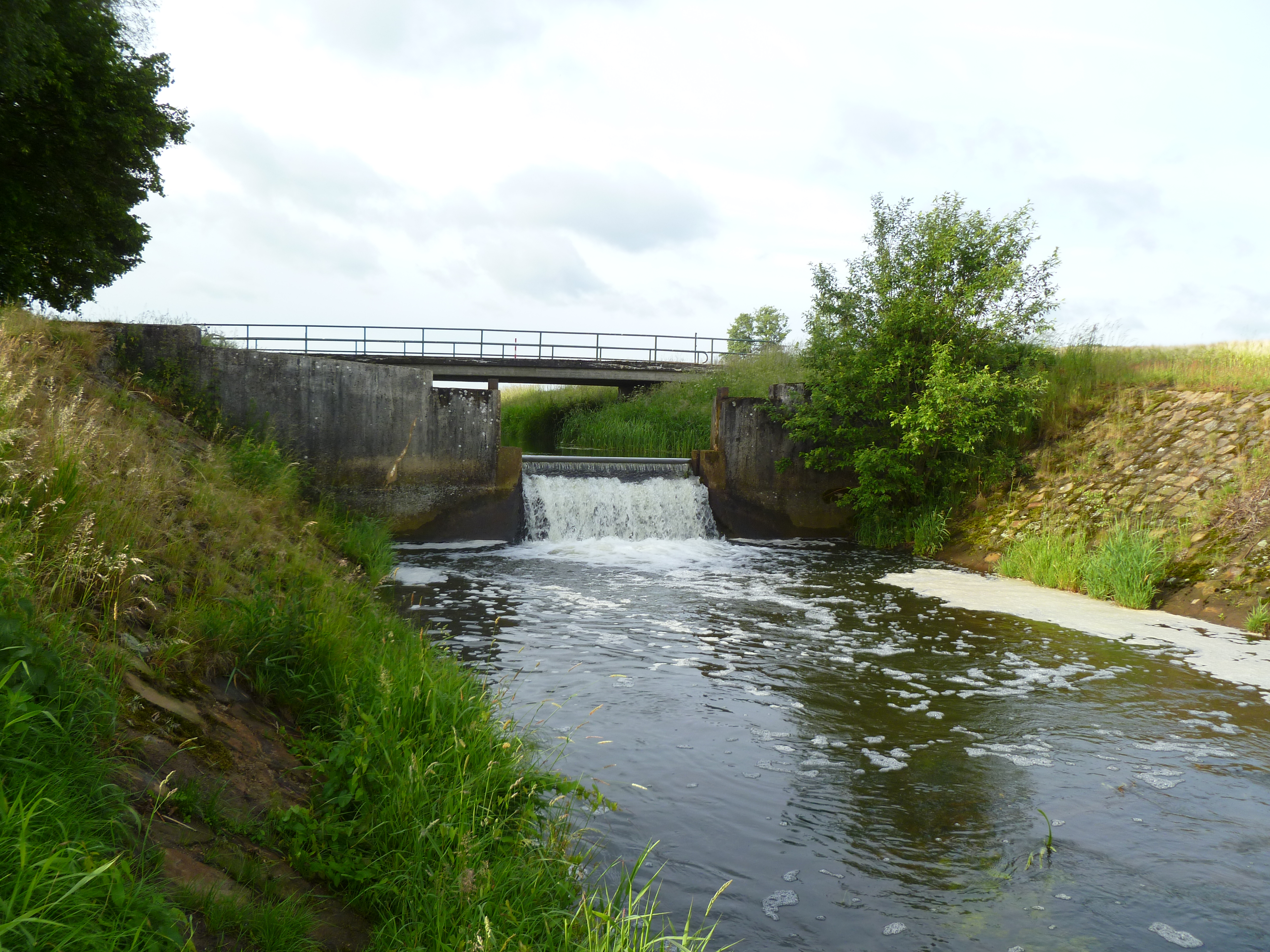
Wehr am Mühlenweg bei normalen Wasserstand im Juni 2012
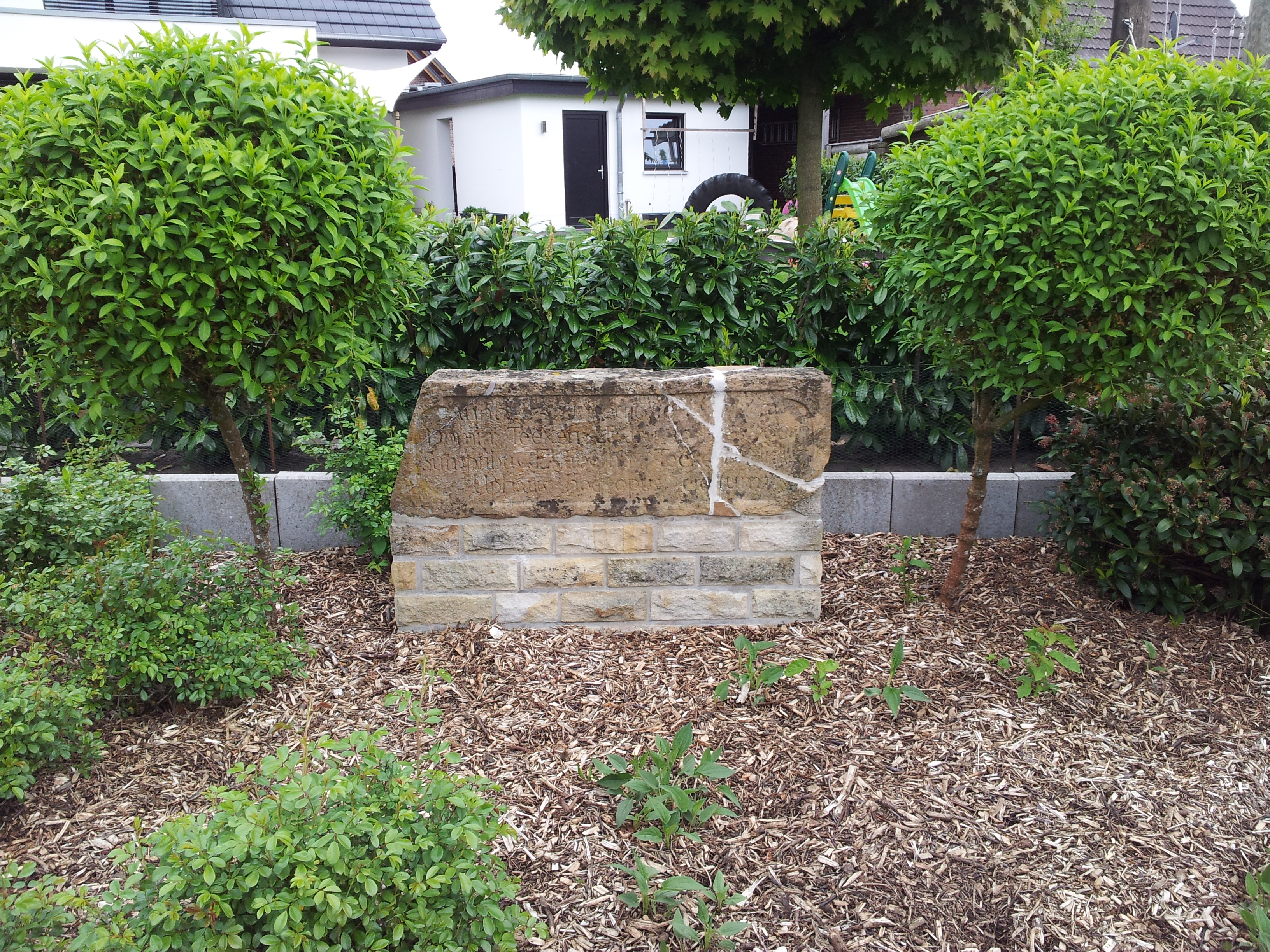
Stein aus dem ehemaligen Flootwerk